# Goldbach, Bayern
Goldbach är en köping (Markt) i Landkreis Aschaffenburg i Regierungsbezirk Unterfranken i förbundslandet Bayern i Tyskland.